# Asteroide geosecante
Un asteroide geosecante, anche detto earth-crosser, è un asteroide del sistema solare la cui orbita interseca quella della Terra. Gli asteroidi geosecanti propriamente detti devono necessariamente presentare un perielio situato all'interno dell'orbita terrestre, e un afelio situato all'esterno; la lista che segue comprende anche quegli asteroidi che rasentano solamente l'orbita del nostro pianeta, internamente o esternamente, pur non intersecandola mai.
Gli asteroidi geosecanti le cui orbite presentano un semiasse maggiore più piccolo rispetto a quello della Terra sono noti come asteroidi Aten; i rimanenti sono classificati come asteroidi Apollo.

## Prospetto

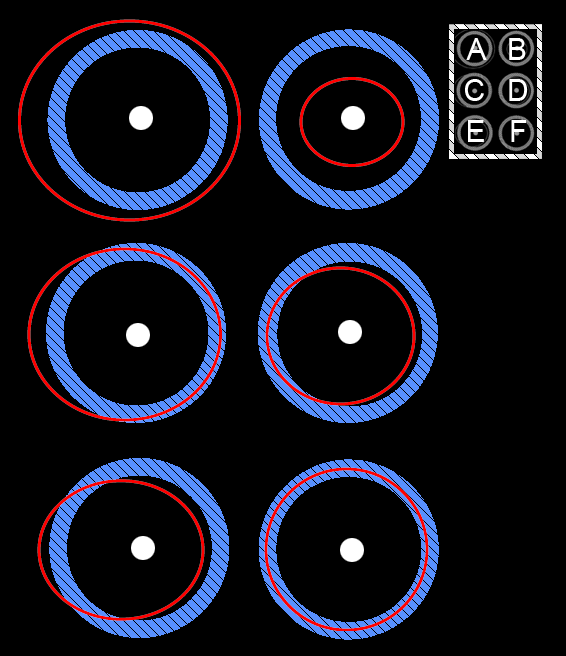
Il grafico mostra le diverse possibili configurazioni orbitali di un asteroide (orbita rossa) rispetto ad un pianeta (orbitante all'interno della fascia azzurra, delimitata da perielio e afelio).
A, B: l'orbita dell'asteroide è esterna (o interna) rispetto a quella del pianeta.
C, D: l'orbita dell'asteroide rasenta esternamente (o internamente) quella del pianeta.
E: l'orbita dell'asteroide interseca quella del pianeta.
F: asteroide e pianeta sono co-orbitali.

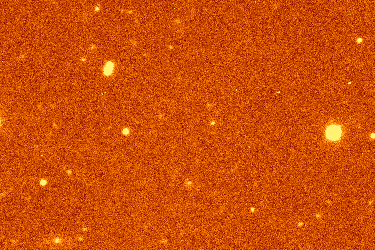
Immagine grezza dell'asteroide (l'asteroide è la traccia leggermente oblunga in alto a sinistra). L'immagine è stata ottenuta con un filtro R, un tempo d'esposizione di 180 secondi e un telescopio di diametro 1,54 metri

- 1566 Icarus
- 1620 Geographos
- 1685 Toro
- 1862 Apollo
- 1863 Antinous
- 1864 Daedalus
- 1865 Cerberus
- 1866 Sisyphus
- 1981 Midas
- 2062 Aten
- 2063 Bacchus
- 2100 Ra-Shalom
- 2101 Adonis
- 2102 Tantalus
- 2135 Aristaeus
- 2201 Oljato
- 2212 Hephaistos
- 2329 Orthos
- 2340 Hathor
- 3103 Eger
- 3200 Phaethon
- 3360 Syrinx
- 3361 Orpheus
- 3362 Khufu
- 3554 Amun
- 3671 Dionysus  (radente esternamente)
- 3752 Camillo  (radente esternamente)
- 3753 Cruithne
- 3838 Epona
- 4015 Wilson-Harrington  (radente esternamente)
- 4034 Vishnu
- 4179 Toutatis
- 4183 Cuno
- 4197 Morpheus
- 4257 Ubasti
- 4341 Poseidon
- 4450 Pan
- 4486 Mithra
- 4544 Xanthus
- 4581 Asclepius
- 4660 Nereus
- 4769 Castalia
- 1990 MU
- 5011 Ptah
- 1990 BG
- 5143 Heracles
- 1990 UQ
- 5381 Sekhmet
- 1973 NA
- 1990 VA
- 1992 FE
- 1990 SP
- 1974 MA
- 1993 EA
- 5731 Zeus
- 5786 Talos
- 1991 AM
- 1988 EG
- 1991 TB1
- 1993 BW3  (radente esternamente)
- 6063 Jason
- 6239 Minos
- 1992 HE
- 6489 Golevka  (radente esternamente)
- 1993 VW
- 1993 QA  (radente esternamente)
- 7092 Cadmus
- 1989 JA
- 1991 VK
- 1993 VA
- 1994 PC1
- 1988 XB
- 1991 CS
- 1993 UC
- 1994 LX
- 1990 MF
- 1992 TB
- 1991 WA
- 1994 AH2
- 1991 CB1
- 1996 EN
- 1992 JB  (radente esternamente)
- 9162 Kwiila
- 1993 PB
- 1991 EE
- 1992 SK
- 1994 CK1
- 1995 BL2
- 10563 Izhdubar
- 1998 QK56
- 11066 Sigurd
- 11311 Peleus  (radente esternamente)
- 1999 CV3
- 11500 Tomaiyowit
- 11885 Summanus
- 1998 OH
- 12711 Tukmit
- 12923 Zephyr  (radente esternamente)
- 1997 BR
- 14827 Hypnos
- 1997 UF9
- 1997 WU22
- 1998 QS52
- 1999 UM3
- 1999 VU
- 1999 WC2
- 1992 QN
- 1998 BZ7
- 1998 VD35
- 1998 YN1
- 2000 UV13
- 2000 EX106
- 1998 WT
- 1999 CU3
- 2000 PN9
- 2000 OG
- 2000 PM8  (radente esternamente)
- 24761 Ahau
- 25143 Itokawa
- 1999 KV4
- 1999 HZ1
- 2000 XK47
- 1998 DV9  (radente esternamente)
- 1950 DA
- 1990 TG1
- 1995 UO5
- 1999 HP11
- 1999 JT6
- 1998 WT24
- 1991 VH
- 1997 XF11
- 1998 SU27
- 1999 VV
- 2000 DM8
- 1993 VB
- 37655 Illapa
- 38086 Beowulf
- 1999 OR3
- 1999 GJ4
- 2000 GE2
- 2001 TN41
- 1992 SY  (radente esternamente)
- 1998 KK17
- 1998 ML14
- 1998 MT24
- 1999 JM8
- 1999 LU7
- 1999 SL5
- 1999 TF5
- 2000 BF19
- 2000 ED104  (radente esternamente)
- 54509 YORP
- 2001 TC2
- 2001 WG2
- 1989 UQ
- 1991 DG
- 1993 BX3  (radente esternamente)
- 1993 PC
- 65803 Didymos  (radente esternamente)
- 1998 FH12
- 1998 QH2
- 1998 RO1
- 1998 TU3
- 1999 GT3
- 66391 Moshup
- 1999 LT7
- 2000 OL8
- 2000 PJ6
- 2001 CV26
- 2001 EA16
- 2001 KZ66
- 2001 KB67
- 2001 LO7
- 2001 PM9
- 2001 XR31
- 2002 QF15
- 69230 Hermes
- 1991 AQ
- 1993 KH
- 85585 Mjolnir
- 1998 OX4
- 1998 SS49
- 1998 UP1
- 1998 UT18
- 1998 XM4
- 1999 DJ4
- 1999 FK21
- 1999 JD6
- 1999 JV6
- 1999 NC43
- 2000 CK33
- 2000 FL10
- 2000 FO10
- 2000 GK137  (radente esternamente)
- 2000 GR146
- 2000 HD24
- 2000 JS66
- 2000 JT66
- 2000 QP
- 2000 QJ1
- 2000 SY2
- 2001 AF2
- 2001 FM129
- 2001 SL9
- 2001 TZ44
- 2001 US16  (radente esternamente)
- 2002 LY45
- 2002 NT7
- 2002 VU94
- 2002 YK14  (radente esternamente)
- 2003 LC5
- 2003 YE45
- 2003 YK118
- 367943 Duende